# مینولتا ۹ایکس‌آی
مینولتا ۹ایکس‌آی (به انگلیسی: Minolta 9xi) یک دوربین عکاسی ساخت شرکت مینولتا است.